# اسکات اسمیت
اسکات اسمیت (انگلیسی: Scott Smith) کارگردان فیلم و کارگردان تلویزیونی اهل کانادا است.
از فیلم‌ها یا مجموعه‌های تلویزیونی که وی در آن‌ها نقش داشته‌است، می‌توان به کارآگاه خوش‌خوراک، جادوگران و قطار هوایی اشاره نمود.